# Teresa Andresen
Maria Teresa Lencastre de Melo Breiner Andresen, conocida como Teresa Andresen, (Oporto, 7 de junio de 1957) es una arquitecta paisajista portuguesa. En 2020, fue la primera persona en recibir el premio de arquitectura Gonçalo Ribeiro Telles.

## Biografía
Andresen nació en Oporto en 1957 y creció junto a la playa de la Granja, en Vila Nova de Gaia. Su interés por la naturaleza y por el paisaje surgió desde pequeña, por el tiempo que pasó con su madre cuidando el jardín. Es sobrina de la escritora portuguesa Sophia de Mello Breyner Andresen.
En el liceo hizo el curso de Económicas para entrar en la Facultad de Economía de la Universidad de Oporto. En 1974, estudió un año a Estados Unidos, donde decidió que quería ser arquitecta paisajista. En 1976 entró en el Instituto Superior de Agronomía para licenciarse en Arquitectura del Paisaje, paro sólo estuvo 4 meses. Cambió para el curso de Ingeniería agrícola e hizo el curso libre de Arquitectura del Paisaje, que concluyó en 1982.
En 1984 obtuvo el máster en arquitectura del paisaje en la Universidad de Massachusetts. En 1992 se doctoró en la Universidad de Aveiro en Ciencias ambientales.

## Trayectoria
En los años 80, comenzó su carrera profesional, trabajó en el plan de urbanización del Oporto y simultáneamente, en Energías de Portugal, envuelta en la integración paisajística de Represa. El 4 de abril de 1989 firmó el documento de fundación de la European Foundation Sea Landscape Architecture (EFLA), en representación de la Asociación Portuguesa de Arquitectura Paisajista.
Entre 1992 y 1994, fue presidenta de la Asociación Portuguesa de los Arquitectos Paisajistas. Dirigió el Instituto para la Conservación de la Naturaleza y de los Bosques, actual ICNF, entre 1996 y 1998. Y, posteriormente, entre 2007 y 2009 estuvo al frente del parque de la Fundación de Serralves y entre 2007 y 2014, fue directora del Jardín Botánico de la Universidad de Oporto.
Andresen fue docente en el Instituto Superior de Agronomía y en la Universidad de Aveiro. En 2002, fundó el curso de Arquitectura Paisajista en la Facultad de Ciencias de la Universidad de Oporto, donde dio clase entre 2002 y 2014. Fue miembro del Consejo Científico de la Agencia Europea de Medio Ambiente entre 2002 y 2008, y vicepresidenta en 2008.
Entre 1995 y 1996, fue miembro del Comité de Educación de la EFLA. Después de asumir la vicepresidencia de esa organización, entre 2004 a 2007 asumió la presidencia. Después siguió en 2007 la vicepresidencia de la Federación Internacional de Arquitectura Paisajista (IFLA).
Participó en la elaboración de la candidatura del Douro a Patrimonio de la Humanidad (Organización de las Naciones Unidas para la Educación, la Ciencia y la Cultura).
En 2020, Andresen acumulaba los cargos de presidenta de la Asociación Portuguesa de los Jardines Históricos y miembro del Consejo Nacional del Ambiente y Desarrollo Sostenible, además de ser miembro del Comité Científico de la Fundación Benetton, perita de Portugal en la Comisión Permanente del Patrimonio Mundial de la Unesco y Miembro del Consejo Consultivo de la Misión Vino Alto Duero Patrimonio Mundial.

## Reconocimientos y premios
En enero de 2020, Andresen fue la primera persona a recibir el premio Gonçalo Ribeiro Telles para el Ambiente y Paisaje, una iniciativa del Instituto Superior de Agronomía de la Universidad de Lisboa, de la Causa Real, de la Orden de los Ingenieros y de la Asociación Portuguesa de los Arquitectos Paisajistas y se destina la personalidades que hayan destacado por su trabajo en el área. Andresen fue distinguida por ser “protagonista de intervenciones vanguardistas y transformadoras en el Ambiente y en el Paisaje” y por su “trayectoria al servicio del bien común”. La ceremonia de entrega fue realizada en la Fundación Calouste Gulbenkian, en Lisboa, y contó con la presencia de Fernando Medina, de la Presidenta de la Fundación Calouste Gulbenkian, Isabel Mota, del Rector de la Universidad de Lisboa, António Manuel de la Cruz Sierra, del abogado Sá Fernandes, de Eduardo Pío de Braganza, duque de Braganza, de Paulo Portas y del Presidente de la República, Marcelo Rebelo de Sousa.